# Harpalus cautus
Harpalus cautus är en skalbaggsart som beskrevs av Pierre François Marie Auguste Dejean. Harpalus cautus ingår i släktet Harpalus och familjen jordlöpare. Inga underarter finns listade i Catalogue of Life.